# La Torre (Sax)
La Torre es un paraje situado al noreste del término municipal de Sax (Alicante, España).

## Historia
En la zona se han encontrado restos de una antigua villa romana edificada hacia mediados del siglo I, con un periodo de apogeo en los siglos II y III y abandonada a mediados del siglo IV. Aparte de los restos inmuebles, excavados por José María Soler García desde 1965, se ha encontrado un sarcófago de mármol blanco y parte de una presa romana en uno de los barrancos de la zona. Con todo, el nombre del paraje proviene de una torre vigía de época almohade (siglo XII), de planta cuadrada y de mampostería trabada con cal. Estaba situada estratégicamente para servir de amparo a los transeúntes del «Camino de los Valencianos», cuyo origen se puede identificar con la Vía Augusta. De esta torre deriva también el nombre de la «Fuente del Amparador», que suministró agua potable a Sax hasta el siglo XX.

## Patrimonio
- Ermita de San Pancracio: Se sitúa en lo alto de otro cerro cercano y se construyó a mediados del siglo XX. Es lugar de peregrinación el 1 de mayo de cada año.[1]
- Casa de la Torre: La mandó edificar Gaspar Marco y Marco en 1856 y se restauró en la década de 1990. Tiene dos plantas nobles y una buhardilla, de carácter suntuoso. Está rodeada de espacios ajardinados.[1]